# Palazzo Cavallerini Lazzaroni
Palazzo Cavallerini Lazzaroni é um palácio barroco localizado no número 6 da Via dei Barbieri, no rione Sant'Eustachio de Roma.

## História
Este palácio foi construído pouco antes de 1676 pelo futuro cardeal Giovanni Giacomo Cavallerini, nomeado em 1695. Logo em seguida ele passou para os Lazzaroni, uma família oriunda de Bérgamo e cujos membros foram nomeados barões em 22 de abril de 1879 pelo rei Humberto I de Saboia. Em 1784, o palácio foi transformado numa escola pública para surdo-mudos, provavelmente a primeira do gênero, uma doação do abade Tommaso Silvestri. Depois da unificação da Itália (1870), o edifício tornou-se a sede da Banca Nazionale Italiana, o futuro Banco d'Italia, que o reformou para adaptá-lo à sua nova função. Quando a Banca se mudou, em 1886, para sua sede atual na Via Nazionale, o palácio tornou-se sede da Società Filarmonica di San Gioacchino, que apresentava óperas bufas do século XVIII por iniciativa dos empresários do ramo teatral Palombi & Mencacci. Atualmente, o palácio está subdividido em apartamentos residenciais e comerciais. 

## Descrição
A fachada, em três pisos, se abre no piso térreo num alto portal arquitravado descentralizado e decorado com volutas e escudos. Ele é flanqueado por sete janelas à esquerda e três à direita, arquitravadas, gradeadas e com parapeito sustentado por mísulas sob as quais estão pequenas janelas do porão, gradeadas ou na forma de portinholas. As janelas do primeiro piso são arquitravadas e, no caso das centrais, encimadas por óculos; as dos outros dois pisos são apenas emolduradas. Coroa a fachada um beiral simples.
O hall de entrada é enriquecido por lesenas gêmeas e um teto com nervuras. Na parede da direita está um brasão de Clemente X Altieri e um sarcófago do século IV com um baixo-relevo representando uma cena de caça de javalis e cervos. No pátio interno está uma fonte com um mascarão. No piso nobre estão afrescos do século XVII de Giacinto Gimignani representando "Vênus em sua Carruagem" e "Tempo que Rasga as Asas do Amor", "Flora Espalhando Flores" e uma alegoria da Verdade. Os afrescos representando a Justiça, a Fama e a Verdade são do filho de Giacinto, Ludovico Gimignani.